# Wright (Kansas)
Wright es un lugar designado por el censo (en inglés, census-designated place, CDP) ubicado en el condado de Ford, Kansas, Estados Unidos. Según el censo de 2020, tiene una población de 145 habitantes.

## Geografía
La localidad está ubicada en las coordenadas 37°46′31″N 99°53′26″O / 37.77528, -99.89056 (37.775286, -99.890469).

## Clima
Se caracteriza por veranos cálidos y húmedos, y generalmente inviernos suaves y frescos, teniendo así un clima subtropical.